# TRAMO-SEATS
TRAMO (Time series Regression with ARIMA noise, Missing values and Outliers) et SEATS (Signal Extraction in ARIMA Time Series) sont deux logiciels développés par la Banque d'Espagne, permettant l'analyse des séries temporelles. Ses principales applications sont la prévision, la désaisonnalisation, l'estimation de la tendance-cycle, l'interpolation, la détection et la correction des valeurs aberrantes (outliers) et l'estimation des effets de calendrier.

## Présentation
Le logiciel TRAMO-SEATS est entre autres recommandé par Eurostat pour la correction des variations saisonnières des indicateurs de court terme.
TRAMO-SEATS utilise des méthodes de désaisonnalisation paramétriques, celles-ci étant fondées sur des modèles ARIMA saisonniers et des méthodes d’analyse spectrale. Les séries calculées par TRAMO-SEATS n’ont pas tendance à être surcorrigées.
Pour effectuer les corrections, TRAMO-SEATS procède en deux étapes :
- L’estimation des coefficients saisonniers sera d’autant plus satisfaisante si la série brute n’est pas trop perturbée par l’aléa conjoncturel. C’est pourquoi, dans un premier temps, le module TRAMO détecte les valeurs extrêmes et les perturbations qui conduiraient à fragiliser les estimations des effets de calendrier.
- Dans un deuxième temps, le module SEATS décompose la série linéarisée selon le modèle choisi par le module TRAMO sous forme d’éléments orthogonaux : la tendance-cycle, la saisonnalité et la composante irrégulière par estimation et décomposition de la densité spectrale du modèle ARIMA.

## Historique
Le logiciel TRAMO-SEATS est le résultat de plus de huit années de travail. TRAMO et SEATS ont été développés par Agustín Maravall et Victor Gómez - qui détiennent le droit d'auteur[réf. souhaitée] - avec l'aide de Gianluca Caporello, de l'Institut universitaire européen de Florence les premières années, et ensuite de la Banque d'Espagne.

## Utilisation
TRAMO-SEATS est utilisé entre autres par la Banque d'Espagne, Eurostat, l'Insee et la Banque de France, et dans plus de dix pays.